# Roman Benecký
Roman Benecký (* 20. Januar 2000) ist ein tschechischer Dartspieler.

## Karriere
Roman Benecký kam durch seinen Großvater zum Dartsport. Beim World Cup of Darts 2018 bildete er zusammen mit Karel Sedláček das tschechische Team, schied jedoch bereits in der ersten Runde aus. Nach einigen Jahren im E-Dart nahm Benecký an der PDC World Youth Championship 2020 teil, schied allerdings in der Vorrunde aus. Ein Jahr später konnte er sich beim East Europe Qualifier mit einem 6:2-Finalsieg über seinen Landsmann Karel Sedláček für die PDC World Darts Championship 2022 qualifizieren. Dort verlor er mit 2:3 gegen Ryan Joyce.
2022 nahm er erstmals an der Q-School teil. Er schied jedoch in der First Stage mit nur einem Punkt aus. Daraufhin nahm er insbesondere an der PDC Development Tour teil, deren Order of Merit er auf Rang 49 abschloss.
Im Januar 2023 nahm Benecký erneut an der Q-School teil, schied jedoch wieder in der First Stage aus.
Auch 2024 war Benecký für die Q-School gemeldet. Er erreichte dabei am zweiten Tag auf direktem Wege die Final Stage, blieb in dieser aber ohne Punkt.

## Titel

### PDC
- Secondary Tour Events
  - PDC Development Tour
    - PDC Development Tour 2024: 6

## Weltmeisterschaftsresultate

### PDC-Junioren
- 2019: Gruppenphase (5:4-Sieg gegen  Seppe Giebens und 3:5-Niederlage gegen  Nathan Rafferty)
- 2020: Gruppenphase (3:5-Niederlage gegen  Keith O’Neill und 2:5-Niederlage gegen  Joe Davis)
- 2022: Gruppenphase (5:0-Sieg gegen  Juan Maximiano und 2:5-Niederlage gegen  Bradley Brooks)
- 2023: Gruppenphase (3:5-Niederlage gegen  Bradley Aldous und 3:5-Niederlage gegen  Joshua Hermann)
- 2024: Gruppenphase (4:5-Niederlage gegen  Laszlo Ancsin, 5:1-Sieg über  Sascha Stuhlemmer und 5:0-Sieg über  Bailey Jacobs)

### PDC
- 2022: 1. Runde (2:3-Niederlage gegen  Ryan Joyce)